# Hamburg-Altona–Kiel-vasútvonal
A Hamburg-Altona–Kiel-vasútvonal egy normál nyomtávolságú vasútvonal Németország északi részén Schleswig-Holstein tartományban és Hamburg város területén.

## Jellemzői
A kilométerjelzések nullpontja az eredeti végállomásnál van, amelynek állomásépülete ma az Altona kerület városházája. A jelenlegi útvonal a Hamburg-Altona végállomáson kezdődik. Ezzel párhuzamosan halad a hamburgi S-Bahn útvonala az S3 és (Diebsteichből) az S5 vonalakkal.
Pinneberg a távolsági vasútvonal első megállója. Itt lehet átszállni az S-Bahnra. Elmshornban az Északi-tenger partjára tartó Marschbahn és a Henstedt-Ulzburgba tartó vasútvonal ágazik le.
Északabbra, Neumünsterben csatlakozások vannak Flensburg, Heide-Büsum, Bad Segeberg - Bad Oldesloe és az AKN irányába Kaltenkirchen - Hamburg-Eidelstedt felé. A Hamburg és Neumünster közötti vonalon a skandináv forgalomban közlekedő teher- és személyvonatok közlekednek. Kielből a regionális vonalak Lübeck, Flensburg vagy Kiel-Oppendorf felé használhatók.

## A vonal története

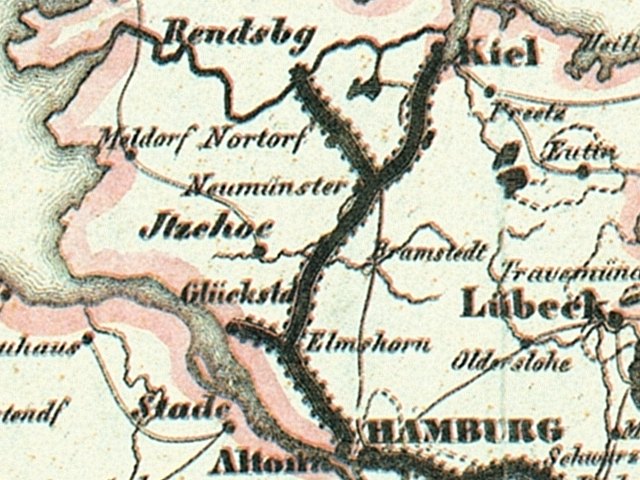
Az Altona-Kiel-vasútvonal az Elmshorn-Glückstadt (a későbbi Marschbahn) és Neumünster-Rendsburg összekötő vonalakkal 1849-ben

A vonalat 1842-től az Altona-Kieler Eisenbahn-Gesellschaft  (Altona-Kiel vasúti társaság, AKE) építette. A 108 kilométeres vonalat 1844. szeptember 18-án, VIII. keresztény dán király születésnapján nyitották meg. 1844. szeptember 18-án az AKE kezelte a vonalat, amíg 1887. január 1-jén a porosz állam és a Porosz államvasutak át nem vették. A jelenlegi vonal a DB Netz AG tulajdonában van, miután a Deutsche Reichsbahn és a Deutsche Bundesbahn egymást követték.
1944. július 3-tól a menetrend szerint naponta 7-10 Kiel-Hamburg és 8-10 Hamburg-Kiel járat közlekedett 1 óra 50 perc (csak Elmshorn, Wrist, Neumünster megállók) és 2 óra 48 perc (16 megálló útközben) közötti menetidővel.
1995. szeptember 24-én a 109 kilométeres vonal villamosítását üzembe helyezték. Korábban az út 100 percig tartott, és átszállásra volt szükség. Ezután a Hamburgból Kielbe való utazás 76 percig tartott átszállás nélkül. Hamburg-Altona állomást Hamburg központi pályaudvar váltotta fel, mint a Kielbe tartó rendszeres személyvonatok indulási állomása. Kielbe először közlekedett naponta két ICE vonatpár, 61 perces menetidővel. A vasútvonal villamosítását már az első világháború előtt tervezték. A projekt nem valósult meg, mert a hadvezetés ezt szigorúan elutasította minden olyan vonal esetében, amely fontos volt a bevetés szempontjából, vagy az országhatárok közelében helyezkedett el.
A 2012. december 9-i menetrendváltás óta a Maschen és Padborg közötti vonalon az összes üzemeltetési pont közötti előzetes egyeztetés után legfeljebb 835 méter hosszú vonatok közlekedhetnek; korábban csak 740 méter hosszú vonatok közlekedhettek.

## Kilátások
A Neumünster és Hamburg közötti vonalszakaszt 2025-ig ETCS-sel kívánják felszerelni. A lehető legtöbb szakaszon az ETCS 2. szintjét kívánják megvalósítani.